# Freihut
Die (auch: der) Freihut ist ein 2625 m ü. A. hoher Berg in den Stubaier Alpen in Tirol. 

## Lage und Umgebung

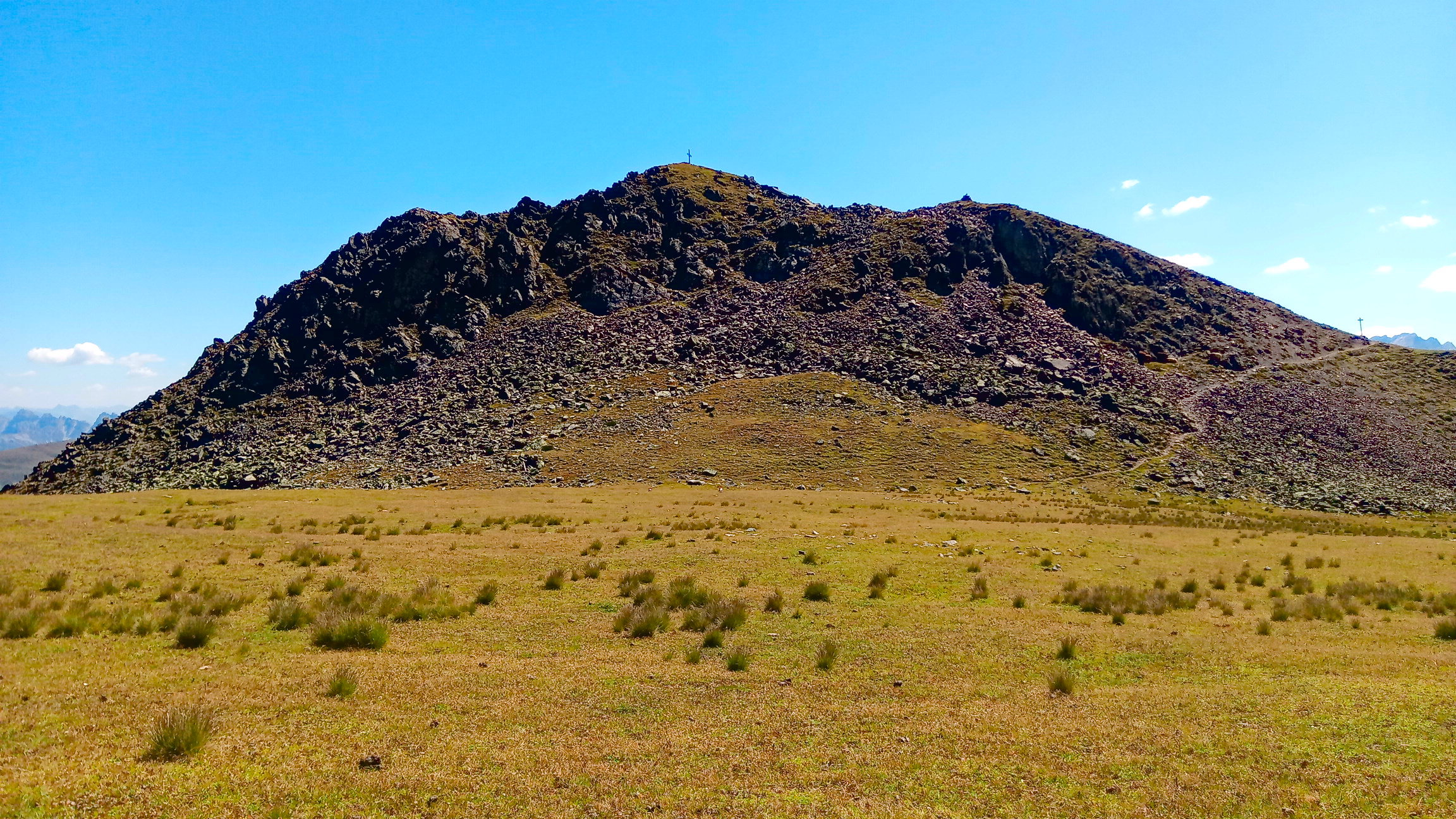
Weide unterhalb des Gipfels

Die Freihut liegt oberhalb von Gries im Sellrain und bildet den letzten Gipfel des Kamms, der das Lüsenstal vom westlich gelegenen Gleirschtal trennt. Dem Hauptgipfel sind zwei niedrigere Gipfel vorgelagert, die Kleine Freihut (⊙, 2582 m ü. A.) im Norden und das Jöchlegg (⊙, 2107 m ü. A.) im Nordosten. Das Gipfelkreuz befindet sich nicht am höchsten Punkt, sondern auf einer Erhebung rund 300 m nordöstlich davon. Unterhalb des Gipfels breitet sich eine grüne Hochfläche aus. Über Jöchlegg, Kleine Freihut und Freihut verläuft die Gemeindegrenze zwischen Gries im Sellrain und St. Sigmund im Sellrain.

## Geologie
Die Freihut ist überwiegend aus Granodioritgneis und Amphibolit aufgebaut.
An der Ostflanke fällt der Hang Steinlehnen, ein Hangrutschgebiet, vom Jöchlegg ins Lüsenstal ab. Der 30 bis 40° geneigte aktive Bereich erstreckt sich über eine Höhendifferenz von rund 800 m. Der Hang bedrohte immer wieder die darunter liegenden Siedlungen und die Praxmarer Straße, 1852 wurden durch Felsstürze drei Bauernhöfe zerstört. 2003 wurde ein 400 Meter langer und 15 Meter hoher Damm errichtet, um die Wohnhäuser vor Steinschlag zu schützen.

## Anstiege
Die Besteigung der Freihut kann entweder von St. Sigmund durch das Gleirschtal, über die Westflanke und die Kleine Freihut oder von Praxmar im Lüsenstal sanfter ansteigend entlang der Ostflanke erfolgen. Julius Pock und August Endres aus Innsbruck bestiegen am 7. Juni 1888 als erste den Berg.